# Thành Hoàng Đế
Thành Hoàng Đế là kinh đô của triều Tây Sơn trong lịch sử Việt Nam từ năm 1776 tới năm 1793

## Lịch sử
Năm 1778, sau khi đánh bại chúa Nguyễn, Nguyễn Nhạc lên ngôi hoàng đế nhà Tây Sơn và cho xây dựng kinh đô tại vị trí cũ của thành Đồ Bàn vương quốc Chăm Pa, đây là nơi của Hoàng đế Thái Đức Nguyễn Nhạc ở nên gọi là thành Hoàng Đế
Khi xây dựng trên nền cũ của kinh đô Đồ Bàn xưa, qua hơn 300 năm bỏ hoang nên các dấu tích còn lại của thành Đồ Bàn không còn nhiều, chỉ còn sót lại đôi sư tử đá của các vua Chăm Pa mà Nguyễn Nhạc tiếp tục sử dụng trang điểm cho tử cấm thành của mình
Từ năm 1788, Nguyễn Huệ lên ngôi hoàng đế đặt kinh đô tại Phú Xuân, kinh đô Hoàng Đế chỉ còn trên danh nghĩa. Năm 1793, nhà Tây Sơn suy yếu, thành Hoàng Đế đã thuộc về Nguyễn Ánh do tướng Võ Tánh đánh chiếm. Sau khi chiếm được thành Hoàng Đế, Nguyễn Ánh đã đổi tên là thành Bình Định.
Thành Hoàng Đế (tức thành Bình Định cũ) do Võ Tánh trấn giữ được 3 năm thì bị nhà Tây Sơn chiếm lại, Võ Tánh phải tự thiêu trong thành. Năm 1802, Nhà Nguyễn tiêu diệt hoàn toàn nhà Tây Sơn thì thành Hoàng Đế trở lại thuộc nhà Nguyễn. Tới năm 1814 vua Gia Long Nguyễn Ánh cho chuyển thủ phủ Bình Định từ thành Hoàng Đế về vị trí mới là thành Bình Định sau này, nằm cách thành cũ khoảng 6 km về hướng đông nam. Thành Hoàng Đế suy tàn.

## Đặc điểm
Thành Hoàng Đế nằm trên nền cũ của kinh đô Đồ Bàn của Chăm Pa xưa, ngày nay thuộc địa phận xã Nhơn Hậu, thị xã An Nhơn, tỉnh Bình Định. Nằm cách thành phố Quy Nhơn hiện nay khoảng 20 km theo hướng tây bắc. Thành nằm trên một vùng gò đồi so với xung quanh là đồng bằng.
Về cấu trúc, thành Hoàng Đế do Nguyễn Nhạc xây dựng có 3 lớp: vòng ngoài là thành ngoại có chu vi khoảng 7 km, tiếp đó là thành nội có chu vi khoảng 1,6 km và trong cùng là tử cấm thành có chu vi khoảng 700 m, tường thành cao khoảng 3 m.
Sau khi lấy được thành Hoàng Đế khoảng 12 năm, do việc chuyển thủ phủ về vị trí mới, vua Gia Long đã cho phá phần lớn thành cũ, lấy vật liệu về xây dựng thành mới. Ngày nay thành Hoàng Đế chỉ còn lại một số di tích của tử cấm thành như cổng chính, hồ bán nguyệt,…

## Hình ảnh

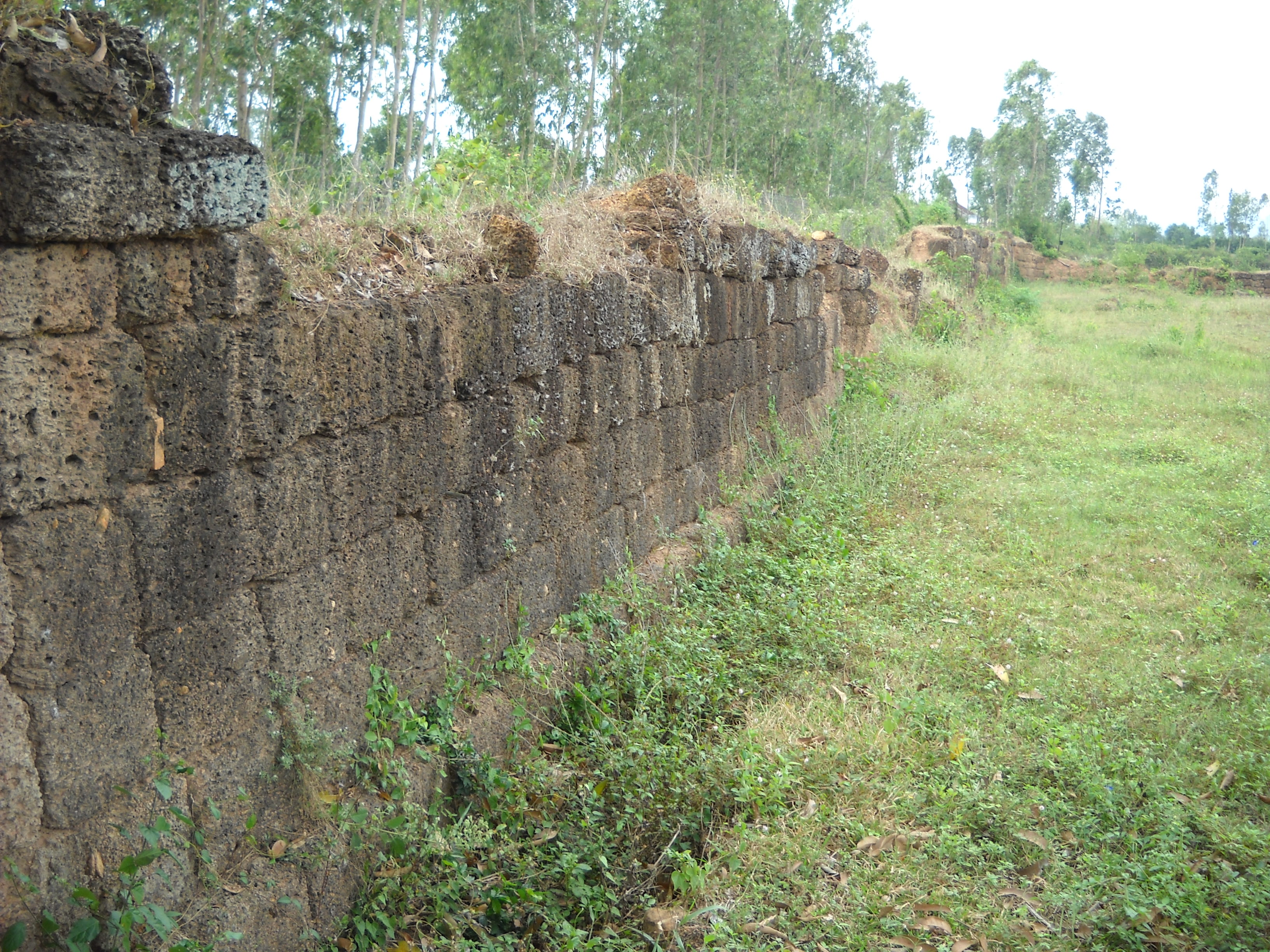
Tường tử cấm thành, thành Hoàng Đế
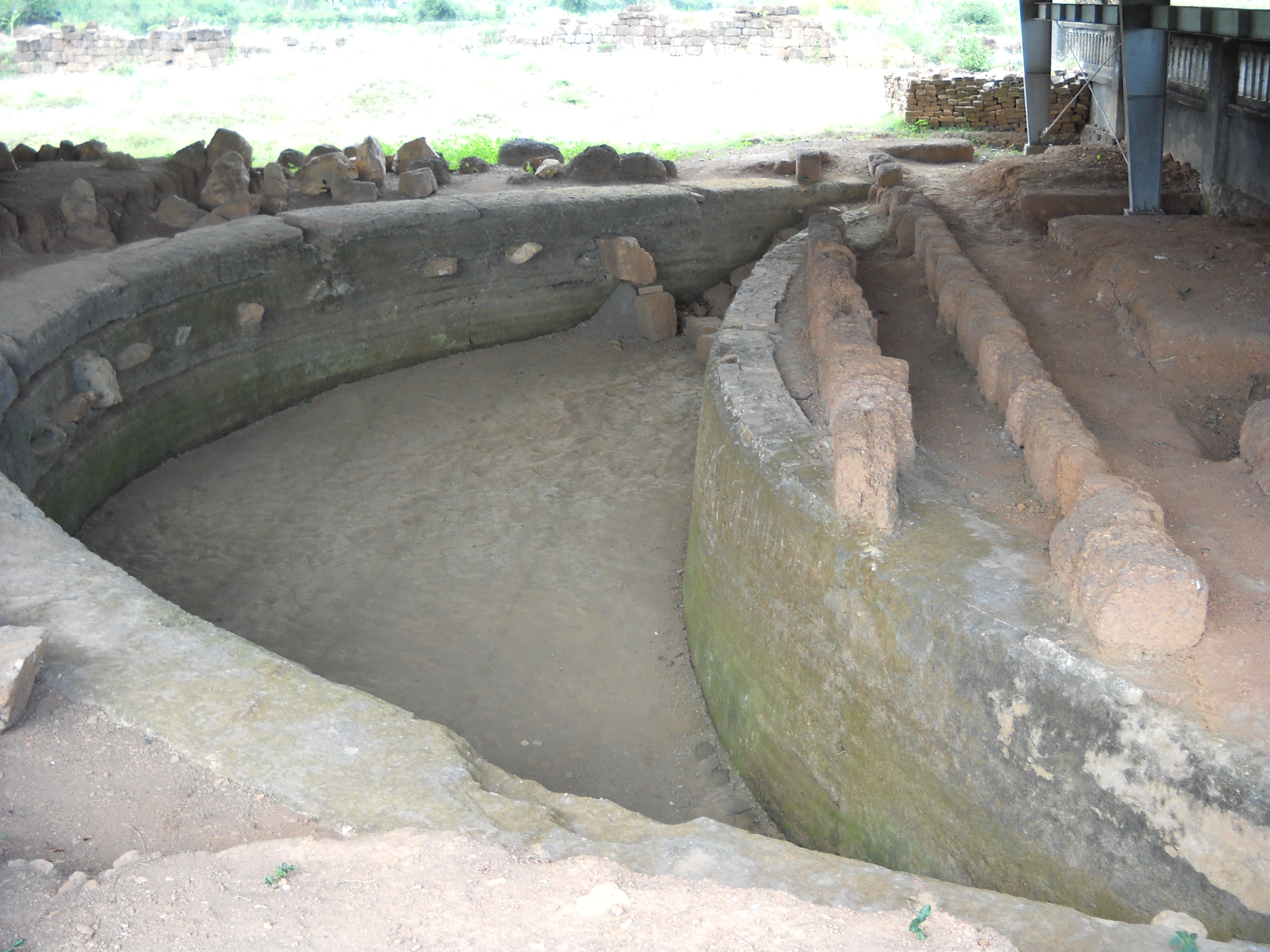
Hồ Bán nguyệt trong thành Hoàng Đế
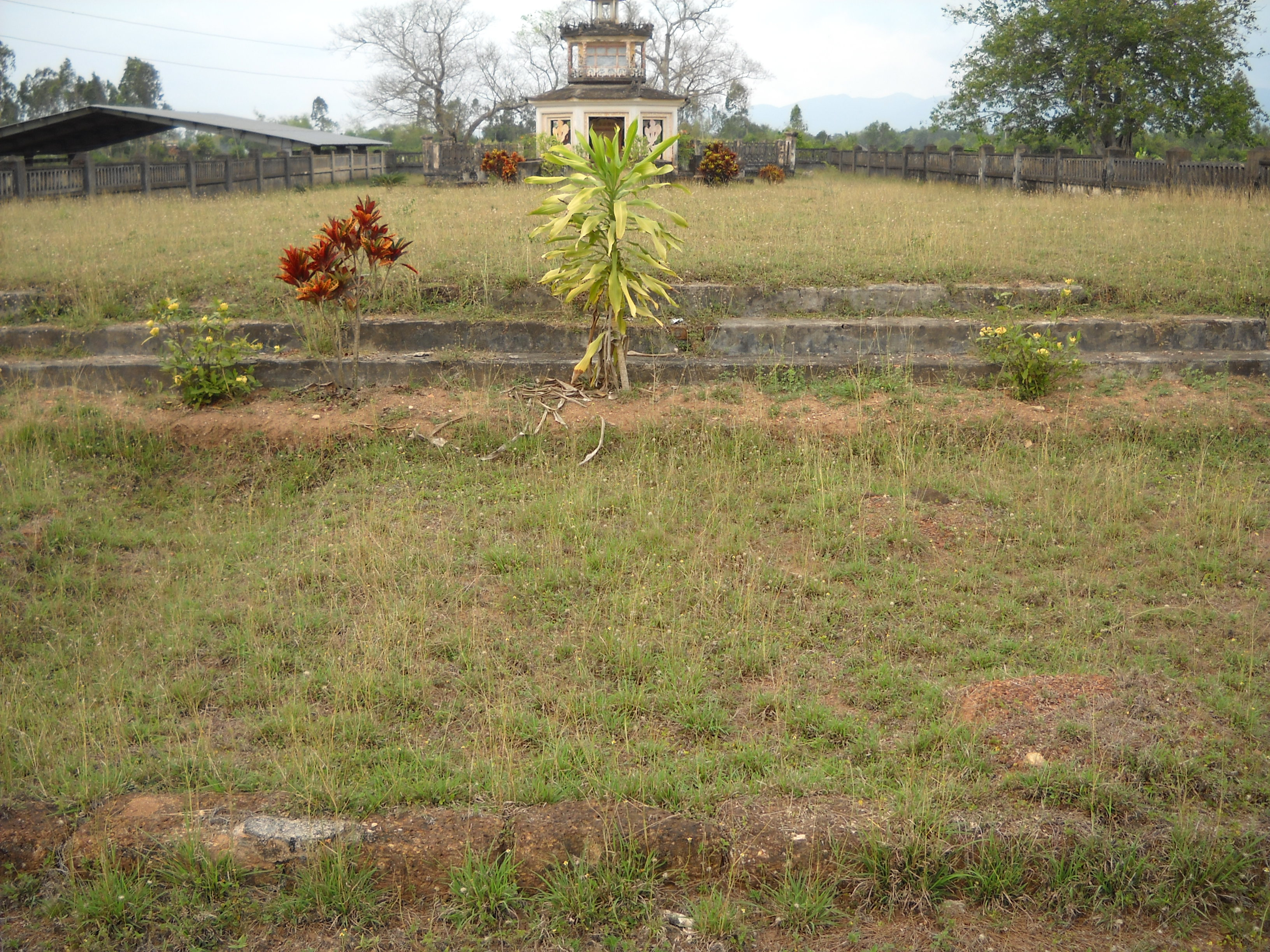
Chính điện trong thành Hoàng đế
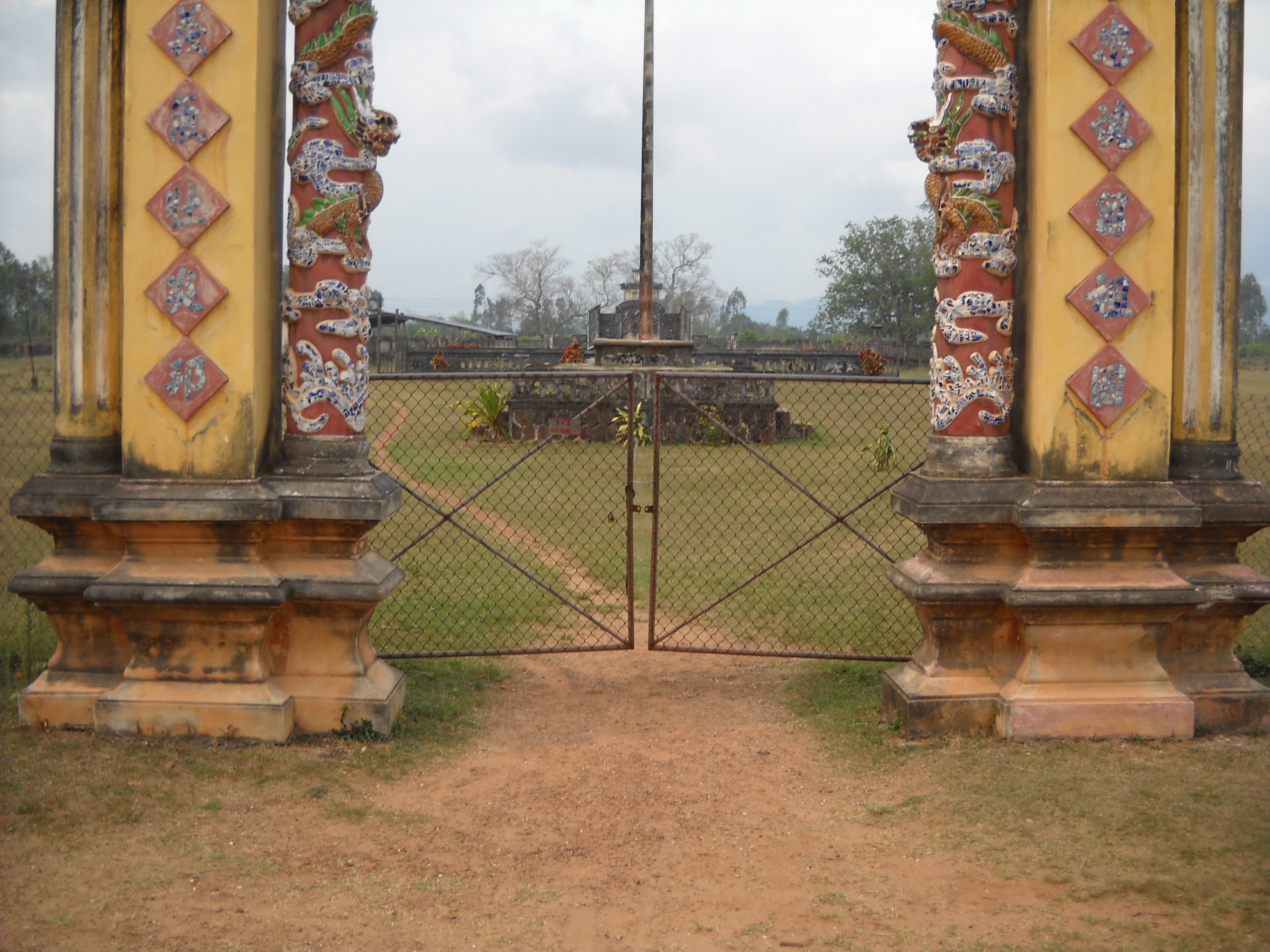
Cổng chính tử cấm thành, thành Hoàng Đế